# Берданка
Берданка (енгл. Berdan rifle), руска спорометна пушка острагуша из 19. века.

## Карактеристике
Берданка је била спорометна пушка острагуша руске производње, која је била део наоружања руске, српске и црногорске војске. Произведена су два модела ове пушке, Бердан 1 (модел 1867) и Бердан 2 (модел 1871): оба су веома слична, осим што је Бердан 1 био нешто лакши (4.270 г). Берданка је била изолучена острагуша са 6 жлебова у цеви и уздужним ваљкастим затварачем, која се морала пунити након сваког пуцња. Брзина гађања достизала је до 11 метака у минуту, а избацивала је зрно масе 24 г.